# أولاد بوشعيب (لمعاتكة)
أولاد بوشعيب هو دُوَّار يقع بجماعة أولاد زيدان، إقليم برشيد، جهة الدار البيضاء سطات في المملكة المغربية. ينتمي الدوّار لمشيخة لمعاتكة التي تضم 8 دواوير. يقدر عدد سكانه بـ 673 نسمة حسب الإحصاء الرسمي للسكان والسكنى لسنة 2004.

## روابط خارجية
- البوابة الوطنية للجماعات الترابية
- المندوبية السامية للتخطيط